# Смоквица (Словения)
Вижте пояснителната страница за други значения на Смоквица.
Смоквица (на словенски: Smokvica) е село в Словения, Обално-крашки регион, община Копер. Според Националната статистическа служба на Република Словения през 2002 г. селото има 34 жители.